# (38271) 1999 RW35
(38271) 1999 RW35 est un astéroïde de la ceinture principale découvert en 1999.

## Description
(38271) 1999 RW35 a été découvert le 12 septembre 1999 à l'observatoire d'Ondřejov, situé près du village de Ondřejov, à environ 35 km au sud-est de Prague (République tchèque), par Marek Wolf et Petr Pravec.

### Caractéristiques orbitales
L'orbite de cet astéroïde est caractérisée par un demi-grand axe de 2,84 ua, un périhélie de 2,63 ua, une excentricité de 0,08 et une inclinaison de 2,14° par rapport à l'écliptique. Du fait de ces caractéristiques, à savoir un demi-grand axe compris entre 2 et 3,2 ua et un périhélie supérieur à 1,666 ua, il est classé, selon la JPL Small-Body Database, comme objet de la ceinture principale.

### Caractéristiques physiques
(38271) 1999 RW35 a une magnitude absolue (H) de 14,9 et un albédo estimé à 0,086.